# Verkehrsbetriebe Zürich

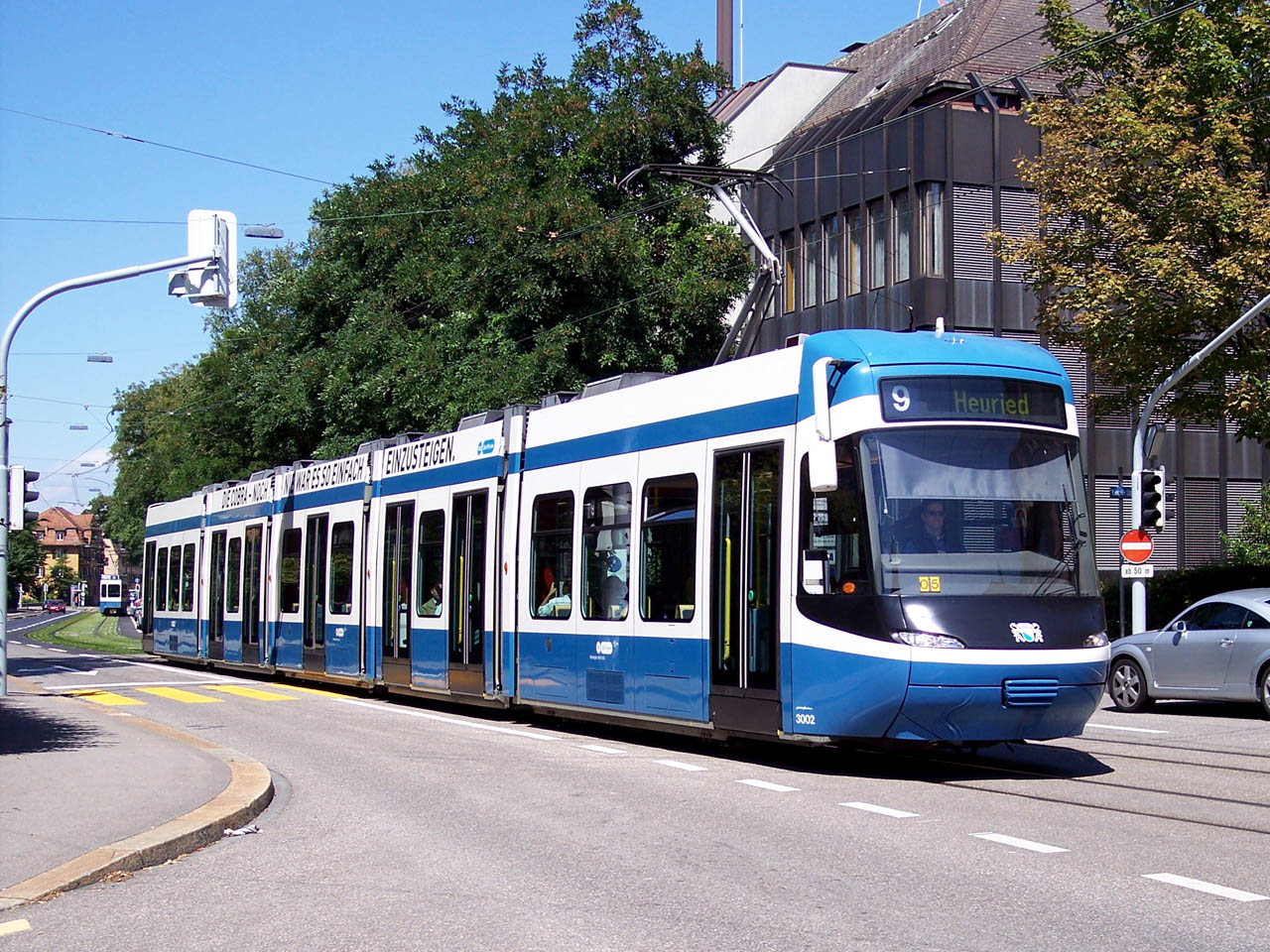
Be 5/6 Cobra, la dernière génération de tramways des VBZ

La Verkehrsbetriebe Zürich (abrégé en VBZ) est l'entreprise de transports publics de la ville de Zurich.

## Structure
La VBZ est entièrement aux mains de la ville de Zurich. Elle exploite des tramways, des bus et trolleybus, deux funiculaires et un chemin de fer à crémaillère.
Les services aux passagers sont fournis au nom de l'organisation cantonale de transports publics appelée Zürcher Verkehrsverbund (ZVV).

## Lignes
Plan du réseau (PDF)

### Tramways
- 2 : Geissweid – Farbhof – Letzigrund – Stauffacher – Paradeplatz – Bellevue – Bahnhof Tiefenbrunnen
- 3 : Albisrieden – Stauffacher – Hauptbahnhof – Central – Kunsthaus – Klusplatz
- 4 : Bhf. Altstetten Nord – Technopark - Escher-Wyss-Platz – Hauptbahnhof – Central – Bellevue – Bahnhof Tiefenbrunnen
- 5 : (Zoo –) Kirche Fluntern – Kunsthaus – Bellevue – Bahnhof Enge – Laubegg
- 6 : Zoo – Kirche Fluntern – ETH – Central – Hauptbahnhof (– Paradeplatz – Bahnhof Enge)
- 7 : Bahnhof Stettbach – Schwamendingerplatz – Milchbuck – Central – Hauptbahnhof – Paradeplatz – Bahnhof Enge – Wollishofen
- 8 : Hardplatz – Stauffacher – Paradeplatz – Bellevue (– Kunsthaus – Klusplatz)
- 9 : Hirzenbach – Schwamendingerplatz – Milchbuck – ETH – Kunsthaus – Bellevue – Paradeplatz – Bahnhof Wiedikon – Heuried (– Triemli)
- 10 : Zürich Flughafen, Fracht – Glattpark – Bahnhof Oerlikon – Milchbuck – ETH – Central – Hauptbahnhof
- 11 : Auzelg – Glattpark – Bahnhof Oerlikon – Bucheggplatz – Hauptbahnhof – Paradeplatz – Bellevue – Stadelhofen – Kreuzplatz – Hegibachplatz – Rehalp
- 12 : Bhf. Stettbach - Wallisellen - Rehalp - Zürich Flughafen - Fracht
- 13 : Frankental – Escher-Wyss-Platz – Hauptbahnhof – Paradeplatz – Bahnhof Enge/Bederstr. – Laubegg – Albisgütli
- 14 : Seebach – Bahnhof Oerlikon Ost – Hauptbahnhof – Stauffacher – Bahnhof Wiedikon – Heuried – Triemli
- 15 : Bucheggplatz – Central – Bellevue – Stadelhofen – Kreuzplatz – Klusplatz
- 17 : Werdhölzli - Hardturm - Escher-Wyss-Platz - Hauptbahnhof - Löwenplatz (Seulement retour)

### Funiculaires

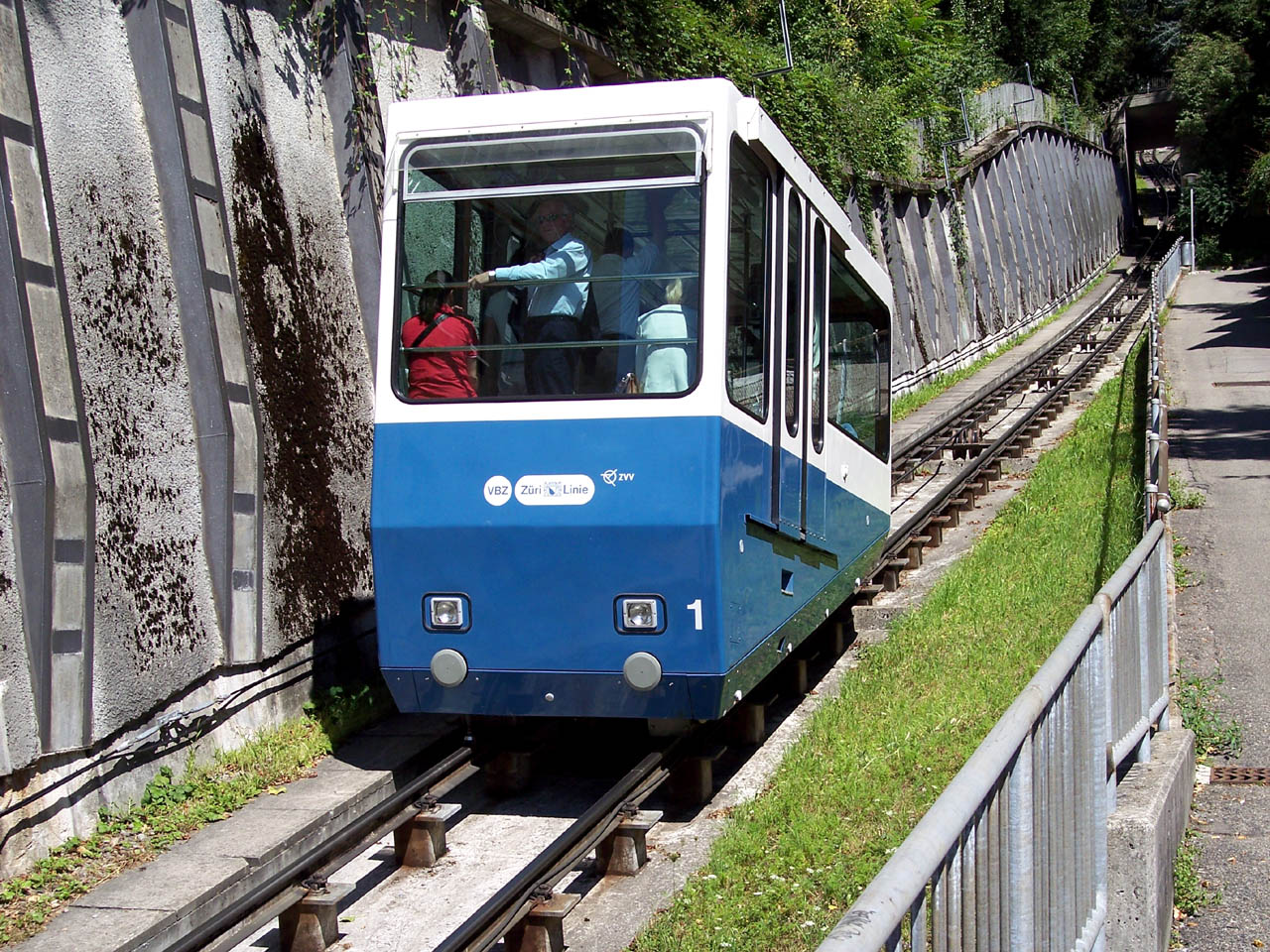
Seilbahn Rigiblick

- 23 : Rigiblick : Seilbahn Rigiblick (Universitätstr.) – Rigiblick
- 24 : Polybahn : Central – ETH.

### Train à crémaillère
- 25 : Dolderbahn : Römerhof – Bergstation Dolder

### Lignes detrolleybus
- 31 : Hermetschloo – Farbhof – Bahnhof Altstetten – Hardplatz – Sihlpost – Hauptbahnhof – Central – Kreuzplatz – Hegibachplatz  - Klusplatz - Zentrum Witikon - Kienastenwies
- 32 : Holzerhurd – Glaubtenstrasse – Bucheggplatz – Limmatplatz – Kalkbreite – Friesenberg – Strassenverkehrsamt
- 33 : Triemli – Albisriederplatz – Hardplatz – Escher-Wyss-Platz – Schaffhauserplatz – Seilbahn Rigiblick – Kirche Fluntern – Klusplatz – Hegibachplatz – Bahnhof Tiefenbrunnen
- 46 : Rütihof – Meierhofplatz – Bahnhof Wipkingen – Central – Hauptbahnhof
- 72 : Morgental – Sihlcity Nord - Schmiede Wiedikon - Albisriederplatz – Hardplatz – Escher-Wyss-Platz – Milchbuck
- 83 : Milchbuck - Escher-Wyss-Platz  - Hardplatz - Albisriederplatz - Letzipark West - Bahnhof Altstetten

### Lignes debus
- 61 : Mühlacker – Bahnhof Affoltern – Glaubtenstrasse – Bahnhof Oerlikon – Schwamendingerplatz
- 62 : Waidhof – Bahnhof Affoltern – Glaubtenstrasse – Bahnhof Oerlikon – Schwamendingerplatz
- 66 : (Kantonsschule Enge – Waffenplatzstrasse –) Morgental – Neubühl
- 67 : Dunkelhölzli – Albisriederdörfli – Goldbrunnenplatz – Schmiede Wiedikon - Bhf. Wiedikon
- 69 : ETH Hönggerberg – Waidspital – Bucheggplatz – Milchbuck
- 70 : Bhf. Wollishofen- Morgental – Manegg – Bahnhof Leimbach – Mittelleimbach
- 75 : Seebacherplatz – Schönauring – Bahnhof Oerlikon Ost - Sternen Oerlikon - Waldgarten - Schwamendingerplatz
- 76 : Bahnhof Wiedikon – Binz – Binz Center
- 77 : Hegibachplatz – Im Walder
- 78 : Dunkelhölzli – Bahnhof Altstetten – Bändliweg
- 80 : Bahnhof Oerlikon Nord – Glaubtenstrasse – ETH Hönggerberg – Meierhofplatz – Bahnhof Altstetten – Lindenplatz – Albisrieden – Triemli (– Triemlispital)
- 89 : Heizenholz – Frankental – Bahnhof Altstetten – Hubertus – Schweighof – Strassenverkehrsamt – Sihlcity
- 94 : Bahnhof Oerlikon – Messe/Hallenstadion – Zentrum Glatt

### 9 lignes de quartier exploitées avec de petits bus
- 35 : (Friedhof Buchlern) - Dunkelhölzli - Farbhof - Bahnhof Altstetten
- 37 : ETH Hönggerberg - Bahnhof Affoltern
- 38 : Schützenhaus Höngg -Meierhofplatz - Waidspital
- 40 : Bucheggplatz - Althoos - Glaubtenstrasse - Seebacherplatz  - Seebach
- 64 : Bahnhof Oerlikon Nord - Maillartstrasse
- 73 : Schweighof (SZU) - Zielweg
- 79 : Schwamendingerplatz - Auzelg Ost

## Véhicules
Chiffres 2010

### Funiculaire
- Seilbahn Rigiblick : 2 voitures construites en 1979, débit horaire max. : 630 voyageurs.
- Polybahn : mis en service en 1889, rénové en 1996, débit horaire max. : 1200 voyageurs.

### Tramways
- Be 4/6 « Mirage » : tramways et remorques motorisés (sans cabine de conduite), construits entre 1966 et 1968. Série en cours d'amortissement, plusieurs véhicules vendus à Vinnytsia (Ukraine) ;
- Tram 2000 : tramways Be 4/6 et Be 4/8 avec caisson central supplémentaire, et remorques motorisées Be 2/4 et Be 4/6, construites entre 1976 et 1993 ;
- Be 5/6 « Cobra » : tramways articulés, construits dès 2001 par Bombardier et Alstom à Villeneuve.

### Trolleybus

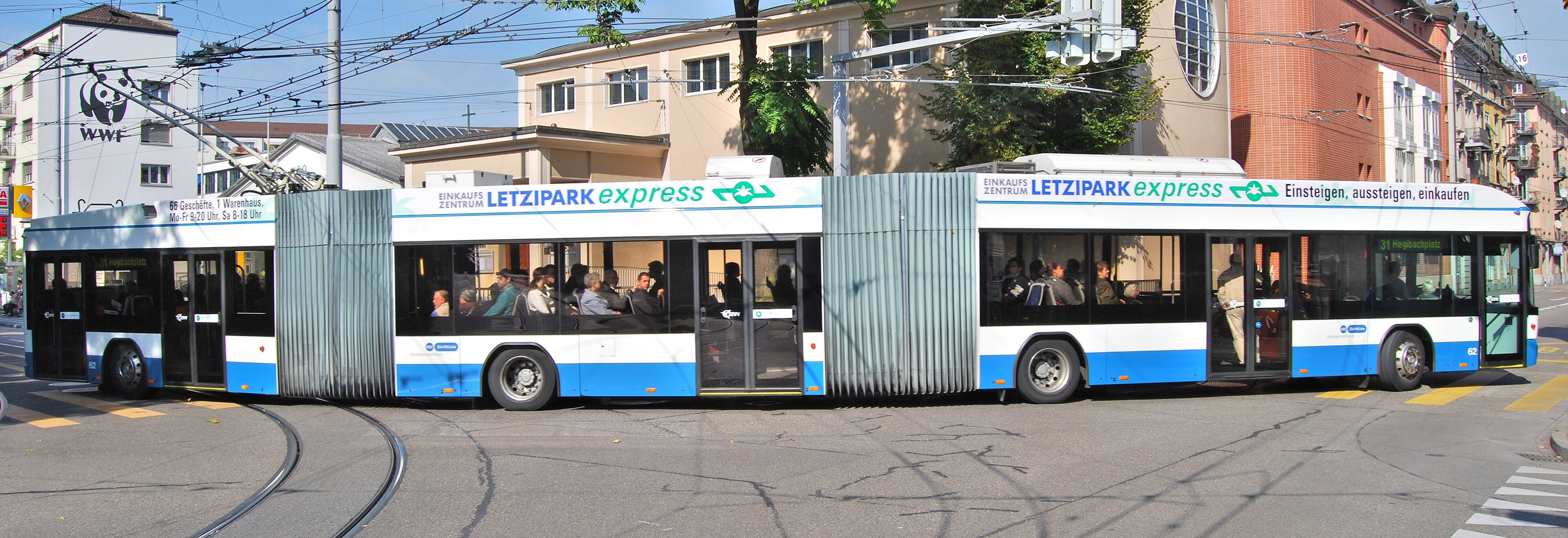
Trolleybus double-articulé « LighTram3 »

- Mercedes-Benz O 405 GTZ : 46 unités construites en 1994, série en cours d'amortissement ;
- Swisstrolley3 BGT-N2C : 18 unités construites en 2007 par Hess et Vossloh-Kiepe ;
- Swisstrolley3 BBGT-N2C « LighTram3 » : 17 unités construites en 2007 et 2008 par Hess et Vossloh-Kiepe. Trolleybus à double articulation, capacité : 128 places.

### Autobus
- Neoplan Centroliner N4516 Standard : dès 2003, 40 unités ;
- Neoplan Centroliner N4522 articulé : 2003, 10 unités ;
- Mercedes-Benz Citaro O530 Standard : 2008, 22 unités ;
- Mercedes-Benz Citaro O530 G articulé : 2008/2009, 29 unités.

### Midibus et Minibus
- Midibus :
  - Neoplan N4007 : 1998/1999, 9 unités ;
  - MAN Lion's City M A35 : 2006, 4 unités ;

- Minibus :
  - Fiat Ducato 2.8 JTD « Maxi Shuttle » : 2002, 5 unités ;
  - Mercedes-Benz Sprinter 616 CDI : 2006, 2 unités.

## Dépôts de tramways
- Elisabethenstrasse : lignes 2, 3, 4, 8, 13 et 14
- Hard : lignes 4, 10, 11, 13 et 15
- Irchel : lignes 5, 6, 7 et 9
- Oerlikon : lignes 10, 11, 14 et 15
- Wollishofen : lignes 5, 6 et 7

## Services annexes
En plus de ses activités de transports en commun, l'entreprise offre également, conjointement avec le département de la ville, un service de collecte de déchets. VBZ propose également d'autres offres, tels que la location d'un ancien tram, l'utilisation de ses locaux de réparations ainsi que des services de conseil en transport.

## Source
- (en) Cet article est partiellement ou en totalité issu de l’article de Wikipédia en anglais intitulé « Verkehrsbetriebe Zürich » (voir la liste des auteurs).